# Agelista
Agelista  (лат.) — род аранеоморфных пауков из подсемейства Amycinae в семействе пауков-скакунов (Salticidae), включающий всего один вид Agelista andina Simon, 1900.

## Распространение
Встречается в Южной Америке: Бразилия, Парагвай и Аргентина.

## Описание
Паук-скакун маленьких размеров, опушён короткими тонкими волосками и более редкими длинными волосками. Головогрудь имеет тёмно-серый или почти чёрный окрас. Лапки ярко-коричневые, почти прозрачные. Брюшко серое и коричневое.